# Waldemar Woźniak (gimnastyk)

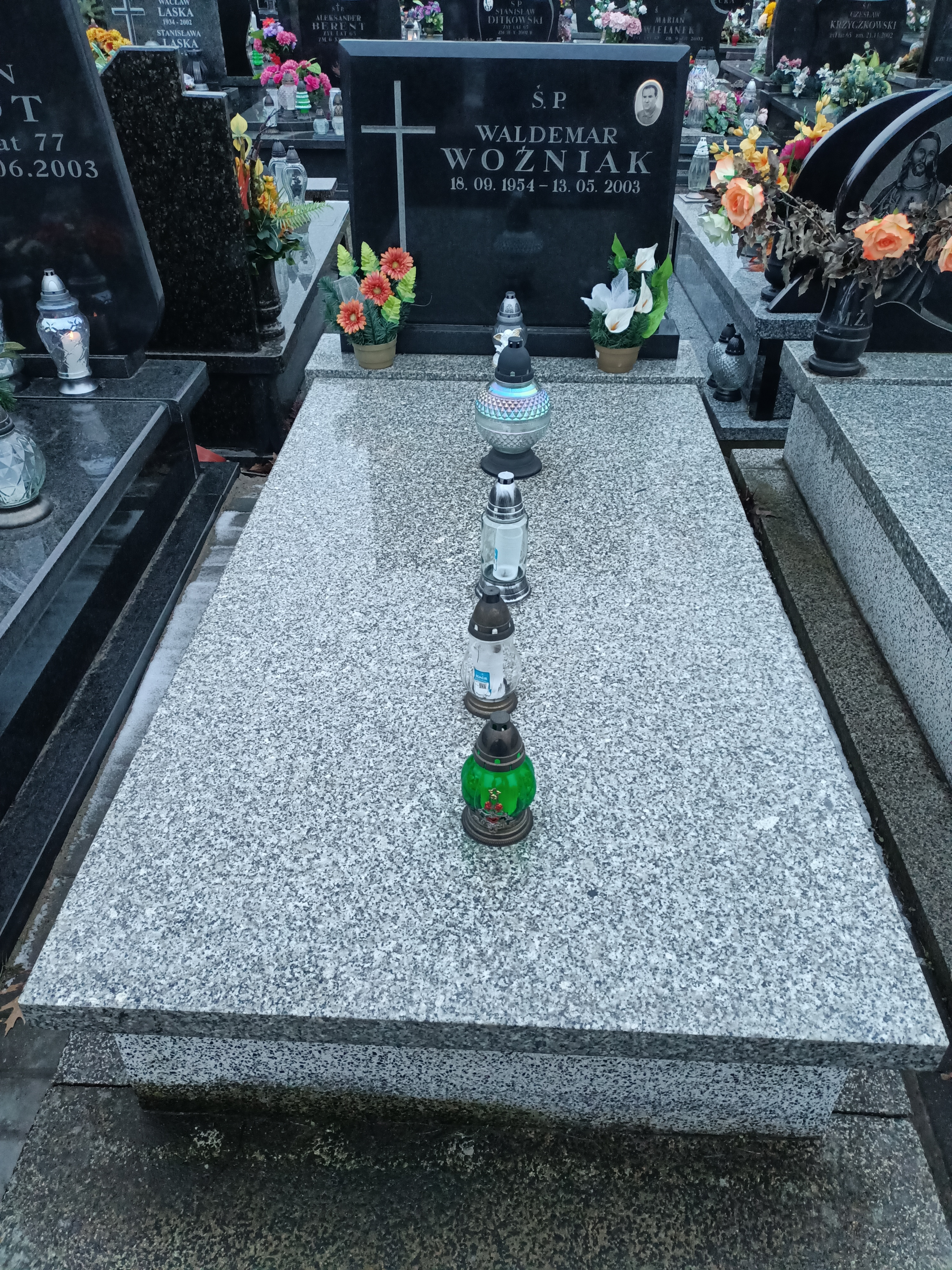
Grób gimnastyka Waldemara Woźniaka na Cmentarzu komunalnym w Piasecznie

Waldemar Woźniak (ur. 18 września 1954 w Warszawie, zm. 18 maja 2003) – polski gimnastyk, reprezentujący Legię Warszawa, olimpijczyk z Moskwy 1980.
Startował w konkurencji wieloboju, zajmując 29. miejsce z notą 111,575. W konkurencji skok zajął 29. miejsce, uzyskując 19,25 pkt, w konkurencji ćwiczenia na poręczach zajął 47. miejsce z notą 18,55. W konkurencji ćwiczenia na drążku zajął 39. miejsce z notą 18,45 pkt. W konkurencji ćwiczenia na kółkach zajął 47. miejsce z notą 18,30. W konkurencji ćwiczenia na koniu zajął 47. miejsce z notą 18,20. Został pochowany na cmentarzu komunalnym w Piasecznie (kwatera J2, rząd 10, grób 7).